# Comunità dell'Isola del Principe Edoardo
L'Isola del Principe Edoardo, Canada, è suddivisa nelle seguenti comunità:
- Abrams Village (Isola del Principe Edoardo)
- Alberton (Isola del Principe Edoardo)
- Ascension (Isola del Principe Edoardo)
- Belfast (Isola del Principe Edoardo)
- Borden (Isola del Principe Edoardo)
- Breadalbane (Isola del Principe Edoardo)
- Cavendish (Isola del Principe Edoardo)
- Central Bedeque (Isola del Principe Edoardo)
- Charlottetown - capoluogo
- Cornwall (Isola del Principe Edoardo)
- Elmsdale (Isola del Principe Edoardo)
- Emerald Junction (Isola del Principe Edoardo)
- Fortune Bridge (Isola del Principe Edoardo)
- Foxley River (Isola del Principe Edoardo)
- Freeland (Isola del Principe Edoardo)
- Georgetown (Isola del Principe Edoardo)
- Hampton (Isola del Principe Edoardo)
- Hebron (Isola del Principe Edoardo)
- Hunter River (Isola del Principe Edoardo)
- Kensington (Isola del Principe Edoardo)
- Knutsford (Isola del Principe Edoardo)
- Miminegash (Isola del Principe Edoardo)
- Montague (Isola del Principe Edoardo)
- Morell (Isola del Principe Edoardo)
- Mt. Stewart (Isola del Principe Edoardo)
- Murray Harbour (Isola del Principe Edoardo)
- Murray River (Isola del Principe Edoardo)
- Nail Pond (Isola del Principe Edoardo)
- North Cape (Isola del Principe Edoardo)
- North Rustico (Isola del Principe Edoardo)
- O'Leary (Isola del Principe Edoardo)
- Orwell (Isola del Principe Edoardo)
- Souris (Isola del Principe Edoardo)
- Stanhope (Isola del Principe Edoardo)
- Stratford (Isola del Principe Edoardo)
- Summerside (Isola del Principe Edoardo)
- Tignish (Isola del Principe Edoardo)
- Tyne Valley (Isola del Principe Edoardo)
- Wellington (Isola del Principe Edoardo)